# 勝又正美
勝又 正美（かつまた まさみ、1955年（昭和30年）5月14日 - ）は、日本の政治家。静岡県御殿場市長（1期）。

## 経歴・人物
静岡県御殿場市出身。御殿場市立玉穂小学校、御殿場市立西中学校、静岡県立沼津東高等学校を経て東京都立大学卒業。
1978年、大学卒業と共に故郷へ帰り、御殿場市役所へ入職。以後43年間職員として勤務する。2018年4月1日付で御殿場市副市長に選任され、市議会の同意を経て就任。
2021年10月3日、市長の若林洋平の参議院議員補欠選挙立候補による辞職に伴い行われた御殿場市長選挙に若林の後継候補として立候補し、元市議会議長の勝間田幹也を破り初当選を果たした。